# ایسیدرو کاسانووا
ایسیدرو کاسانووا (به اسپانیایی: Isidro Casanova) شهری در کشور آرژانتین، استان بوئنوس آیرس است که در سال ۲۰۰۹ میلادی، حدود ۱۳۱٬۹۸۱ نفر جمعیت داشته است.